# Maître de la Madone Goodhart
 (octobre 2021).
Si vous disposez d'ouvrages ou d'articles de référence ou si vous connaissez des sites web de qualité traitant du thème abordé ici, merci de compléter l'article en donnant les références utiles à sa vérifiabilité et en les liant à la section « Notes et références ».
Le maître de la Madone Goodhart, également appelé maître ducciesque de la Madone Goodhart ou plus simplement maître Goodhart (en italien : maestro della Madonna Goodhart ou maestro duccesco della Madonna Goodhart), est le nom de convention donné à un peintre primitif italien anonyme du XIVe siècle, peintre de la pré-Renaissance et vraisemblablement siennois ou ayant du moins fréquenté l'atelier siennois du peintre Duccio di Buoninsegna, son œuvre témoignant en effet d'une nette influence de ce dernier. Ce maître est parfois qualifié de ducciesque (en italien duccesco) en raison de cette filiation. Le maître de la Madone Goodhart est rattaché au mouvement pictural dit école siennoise, comme tous les peintres s'inscrivant dans la filiation de Duccio.

## Œuvres
Un polyptyque et plusieurs panneaux lui sont attribués. Il est un des suiveurs directs de Duccio di Buoninsegna.

### Polyptyque attribué
- La Vierge et l'Enfant avec un saint évêque, saint Jean le Baptiste, saint Michel et un saint non identifié, entre 1310 et 1320, propriété du Birmingham Museum of Art.

### Panneaux attribués
- La Vierge et l'Enfant sur un trône avec deux donateurs, vers 1320, Metropolitan Museum of Art ;
- La Vierge et l'Enfant avec l'Annonciation et la Nativité, 1310, Metropolitan Museum of Art.

## Galerie

Vues des œuvres.
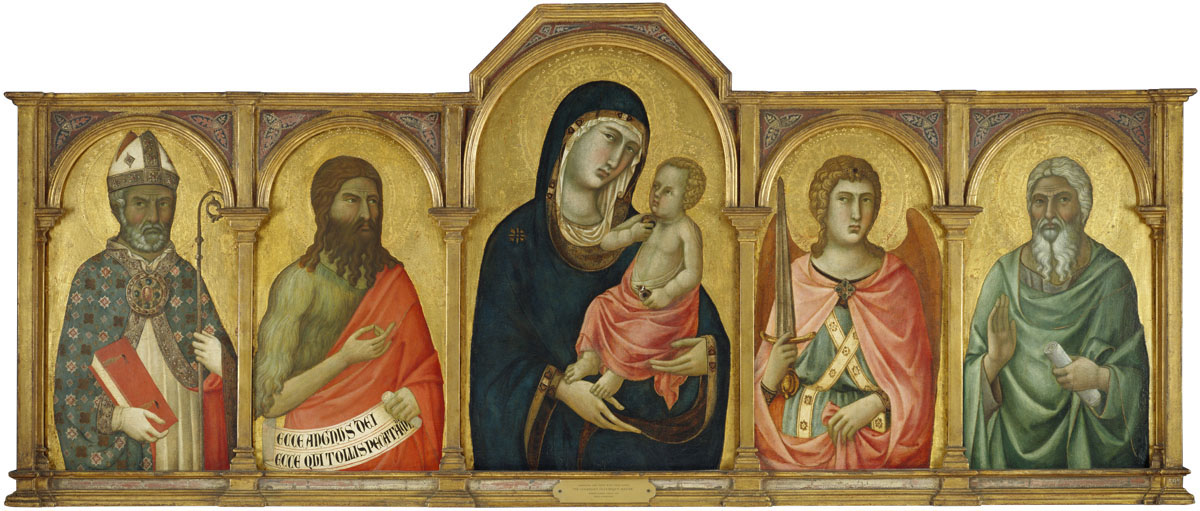
La Vierge et l'Enfant avec un saint évêque, saint Jean le Baptiste, saint Michel et un saint non identifié, entre 1310 et 1320, polyptyque, Birmingham Museum of Art.

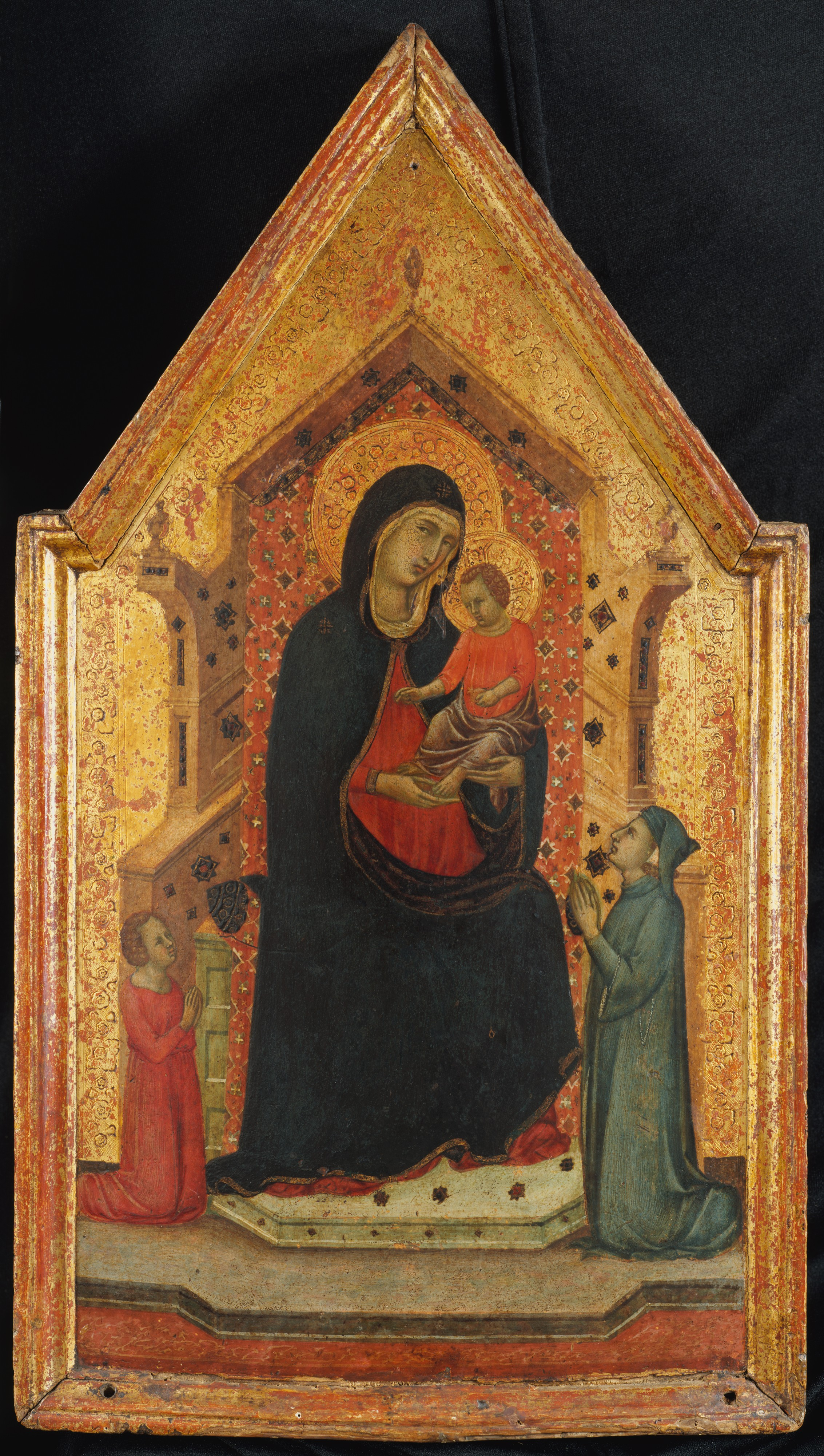
La Vierge et l'Enfant sur un trône avec deux donateurs, panneau de bois peint a tempera, entre 1310 et 1320, Metropolitan Museum of Art, New York.
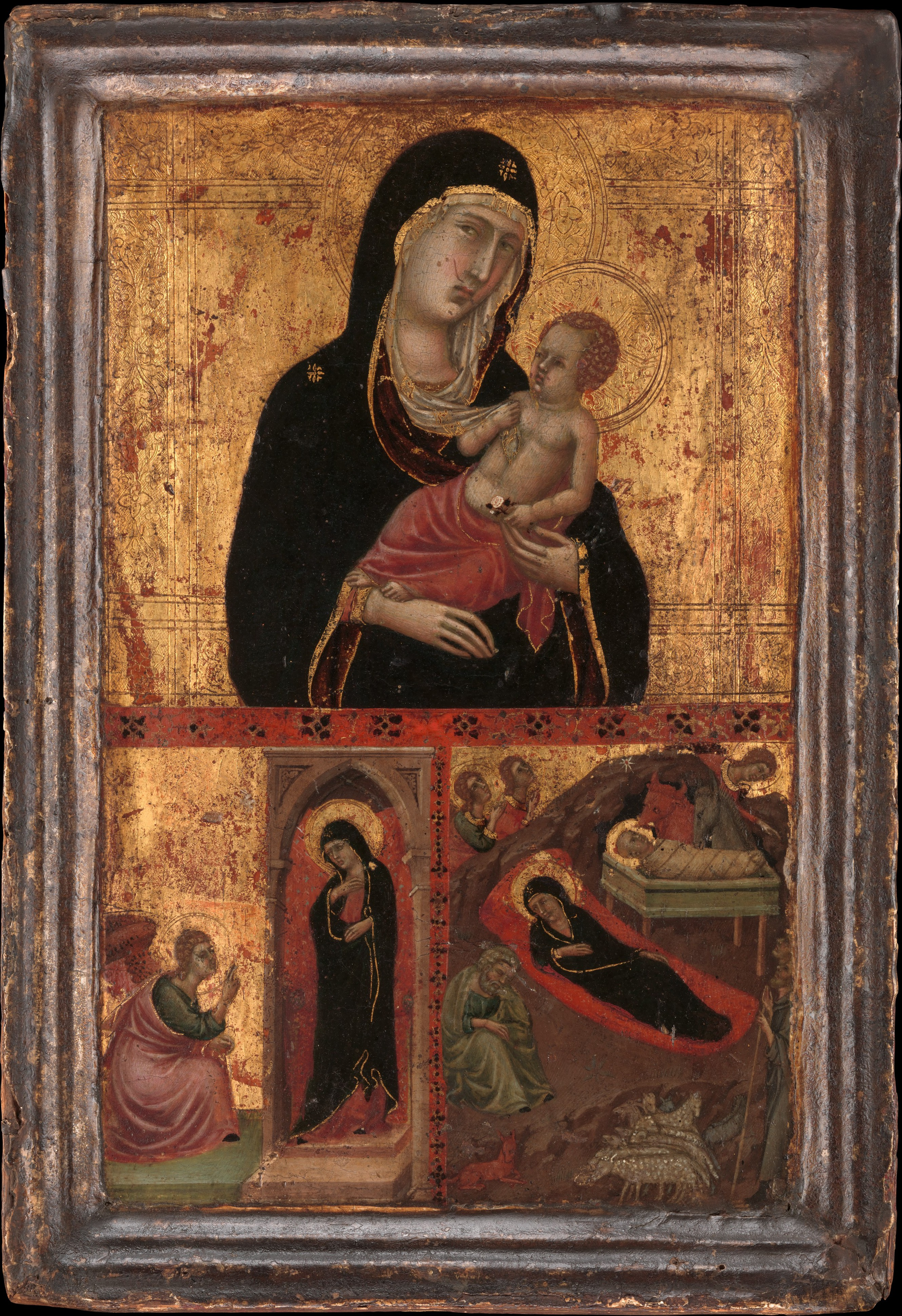
La Vierge et l'Enfant avec l'Annonciation et la Nativité, panneau de bois peint a tempera, vers 1310, Metropolitan Museum of Art, New York.